# Bürgerwindpark
Der Begriff Bürgerwindpark benennt Projekte zur Realisierung eines Windparks, bei denen der vor Ort lebenden Bevölkerung eine Beteiligung an dem Projekt angeboten wird. Ein Ziel dabei ist es, Menschen, die in der Nähe des Windparks wohnen, eine attraktive Investition (und eine Kompensation für mögliche Einbußen an Lebensqualität) zu bieten.
In vielen Bundesländern dürfen Kommunen im Bereich erneuerbarer Energien (EE) wirtschaftlich tätig sein; wenn ein EE-Projekt (z. B. ein Windpark) wirtschaftlich erfolgreich ist, können die Dividenden daraus die Haushalts- und Vermögenslage ebendieser Kommune positiv beeinflussen.

## Phasen der Projektierung

### Projektplanung
Einem Bürgerwindpark geht ein komplexes Planungsverfahren voraus; es wird von spezialisierten Planungsbüros (auch 'Projektierer' genannt) durchgeführt. Grundsätzlich können folgende Phasen während der Realisierung durchlaufen werden:
Zu Beginn erfolgt eine Vorprüfung der Standorteignung, um Windhöffigkeit und rechtliche Machbarkeit des Projekts abzuschätzen. Anschließend erfolgt die Gründung einer Projektgesellschaft; dabei oder später wird den Bürgern eine finanzielle Beteiligung angeboten. Im Rahmen einer sogenannten Flächensicherung werden alle Landeigentümer des Projektplanungsgebiets "an einen Tisch geholt". Man versucht, mit ihnen ähnliche Pachtverträge auszuhandeln und abzuschließen.
Dem folgt eine detaillierte Standortanalyse (vergleichende Analyse und Auswahl von Anlagentypen bzw. Herstellern). Auch Umweltbelange werden in die Analyse einbezogen. Der notwendige parkinterne Infrastrukturausbau (u. a. Kabel- und Transportwege) wird ermittelt.
In der Phase der Netzanbindung wird geprüft und ausgehandelt, wie der zukünftige Windpark möglichst wirtschaftlich an das regionale Verteilernetz angeschlossen wird. Im Projektierungsverfahren werden Parameter wie
- Investitionskosten
- Betriebskosten
- Finanzierung (Zins, Kreditlaufzeit etc.)
- Einnahmenstruktur

ständig miteinander abgewogen (Trade-off). Auf Basis der Planungsunterlagen wird das Genehmigungsverfahren gemäß Bundesimmissionsschutzgesetz (BImSchG) durchgeführt.

### Finanzierungsplanung
Basierend auf den prognostizierten Investitionskosten wird ein Finanzierungsplan erstellt. Der Investor wählt im Zuge seiner Verhandlungen mit Banken einen Mix aus Eigenkapital und Fremdkapital. Im Rahmen der Finanzierungsplanung wird der angestrebte Eigenkapitalanteil bei den Bürgern eingeworben.

### Projektumsetzung
Im Rahmen der Projektumsetzung erstellen Anlagenhersteller und Projektierer einen Bauzeitplan. Manchmal gibt es einen Generalunternehmer, der das Gesamtprojekt schlüsselfertig übergibt; manchmal werden Baugewerke einzeln vergeben.

### Betriebsführung
Am Ende erfolgt die Inbetriebnahme des Windparks. Im weiteren Verlauf muss der Betrieb jedoch über den weiteren Projektzeitraum, der in der Regel dem Finanzierungszeitraum entspricht, überwacht werden. Diese sogenannte Betriebsführung wird in der Regel ergänzend zur Planungsphase ebenfalls von externen Dienstleistern unternommen. So stellen die meisten Planungsbüros auch Kapazitäten für die technische und kaufmännische Betriebsführung entgeltlich zur Verfügung. Die Auswahl des Dienstleisters erfolgt im Regelfall erstmals zum Ende der Projektierungsphase und kann, muss aber nicht, die gesamte Betriebsführungsphase von bis zu 20 Jahren beinhalten.

## Gesellschaftsformen
In Deutschland als entwickeltem Windenergieland haben sich für Bürgerwindparkprojekte zwei Gesellschaftsformen etabliert. Es handelt sich hierbei um die eG und die weit verbreitete GmbH & Co. KG.
Beide Gesellschaftsformen konstituieren sich häufig auf Initiative regionaler Wirtschaftsakteure (Banken, regional tätige Energieversorger (beispielsweise Stadtwerke) oder ortsansässige Landwirte). Sie sind häufig miteinander auf unterschiedlichen Ebenen (z. B. durch vertrauensvolle Geschäftsbeziehungen oder im Rahmen eines kommunalpolitischen Mandats) vernetzt und haben aus diesem Grund einen Blick für regionale Wirtschaftskreisläufe.
Unterschiede werden deutlich, wenn es um die auszuführenden Tätigkeiten im Rahmen der Projektplanung und -durchführung geht. So bestehen bei der Genossenschaft Vorteile im Bereich der Übernahme von Dienstleistungen durch die beteiligten Mitglieder. Demgegenüber weist die GmbH & Co. KG Vorteile bei der Besteuerung des Betriebsergebnisses auf. Andererseits  bietet die Genossenschaft eine weniger kapitalkraftbezogene Mitbestimmungsmöglichkeit der einzelnen Akteure. Darüber hinaus erfolgt die Besteuerung des Betriebsergebnisses im Vergleich zur Kommanditgesellschaft hier auf Ebene der Genossenschaft und ist somit für den einzelnen Gesellschafter mit weniger internem Arbeitsaufwand verbunden.

## Kritische Beurteilung von Bürgerwindparks
Der wirtschaftliche Erfolg der Bürgerwindparks ist umstritten. Nicht repräsentative Auswertungen durch den Vorstand des Anlegerbeirats des Bundesverbands Windenergie (BWE), Werner Daldorf, zeigen, dass ein Großteil der Gesellschaften die prognostizierten Ausschüttungen nicht erwirtschaftet hat.
Ursache für das unbefriedigende Abschneiden vieler Windparks ist insbesondere, dass der Wind in Deutschland seit dem Jahr 2000 in den meisten Jahren deutlich schwächer geweht hat, als nach dem Windindex zu erwarten war. Der Windindex ist die Arbeitsgrundlage der Windgutachter, deren Ertragsprognosen wiederum die Grundlage für die Einschätzung der Wirtschaftlichkeit von Windparks darstellt. Dieser Windindex ist in den Jahren zwischen 2006 und 2012 mehrfach nach unten korrigiert worden – in einigen Regionen Deutschlands insgesamt um mehr als 15 Prozent. Das heißt, die zuvor errichteten Windparks sind bezüglich ihres Ertragspotenzials systematisch überschätzt worden.
Die an Bürgerwindparkprojekten beteiligten Akteure sind von derselben Art wie bei anderen Gesellschaftsformen. Der wesentlichste Unterschied ist im Bereich der regionalen Wertschöpfung zu sehen. So ergeben sich bei Bürgerwindparkprojekten höhere Gewerbesteuereinnahmen für die jeweilige Gemeinde, da der Sitz des Unternehmens in aller Regel die jeweilige Standortgemeinde ist. Durch die Beteiligung primär der vor Ort ansässigen Bevölkerung ergänzt sich das Steueraufkommen um den gemeindlichen Anteil der Einkommensteuer.
Ein weiterer Vorteil bei bürgerschaftlich orientierten Windparkprojekten liegt in der höheren Akzeptanz dieser Projekte aufgrund des angemessenen finanziellen Ausgleichs der Bevölkerung vor Ort. Darüber hinaus profitieren in stärkerem Maße regionale Bau- und Projektierungsfirmen sowie regionale Kreditinstitute. Zugleich entstehen vor Ort häufig auch handwerkliche Servicebetriebe mit neuen dauerhaften Arbeitsplätzen für Service und Wartung der Bürgerwindparks. Folgewirkungen, die in starkem Maße auf Geschäftsmodelle von Service-Betrieben zurückgehen, sind teilweise auch der IT-Netzausbau in mitunter sehr dünn besiedelten Kommunen.
Negativ zu bewerten sind die Auswirkungen im Bereich der Natur- und Umweltverträglichkeit durch stärkere Geräusch- und Lichtimmissionen, der Beeinträchtigung des Landschaftsbildes und der Bodenversiegelung. Hinzu kommt die Tendenz von Banken, sich bei der Kreditvergabe auf diesen Wirtschaftsbereich spezialisieren zu wollen, was mitunter (bei nicht adäquater Verteilung auf mehrere Akteure) zu größeren Klumpenrisiken führen kann. Ein Großteil der negativen Punkte trifft allerdings auf Windenergieanlagen im Allgemeinen zu und kann somit nicht dem Bürgerkonzept angelastet werden.